# Berners Roding
Berners Roding – wieś w Anglii, w hrabstwie Essex, w dystrykcie Epping Forest, w civil parish Abbess Beauchamp and Berners Roding. Leży 12 km na zachód od miasta Chelmsford i 41 km na północny wschód od Londynu. W 1931 roku civil parish liczyła 81 mieszkańców. Berners Roding jest wspomniana w Domesday Book (1086) jako Rodinges/Rodingis.